# Spionereis caeca
Spionereis caeca är en ringmaskart som beskrevs av Sars 1851. Spionereis caeca ingår i släktet Spionereis och familjen Spionidae. Inga underarter finns listade i Catalogue of Life.